# Grizel Hernández Baguer
Grizel Hernández Baguer (* 1. November 1957 in Havanna) ist eine kubanische Musikwissenschaftlerin.

## Leben
Hernández studierte bis 1976 die musiktheoretischen Fächer an der Escuela Nacional de Arte und darauf bis 1981 Musikwissenschaft am Instituto Superior de Arte, wo sie bis 1998 die musikwissenschaftliche Abteilung leitete. Sie nahm als Referentin an nationalen und internationalen Veranstaltungen teil, leitete Forschungsgruppen im Bereich der Musikpädagogik, betreute Diplomarbeiten und unterrichtete auch in Argentinien, wo sie einen Aufbaustudiengang in Forschungsmethodik gab, am Gnessin-Institut Moskau und in Angola.
Weiterhin leitete sie die Entwicklungsabteilung des Centro de Investigación y Desarrollo de la Música (CIDMUC) und ist Mitglied der Unión Nacional de Escritores y Artistas de Cuba (UNEAC). Als Jurorin ist sie an musikwissenschaftlichen Wettbewerben der UNEAC und der Casa de las Américas beteiligt. Sie ist Trägerin der Distinción por la Cultura Nacional.

## Schriften
- Historias para una historia, 2012
- Contar el rap. Narraciones y testimonios (mit Malcoms Junco Duffay), 2019